# Orphulella orizabae
Orphulella orizabae är en insektsart som först beskrevs av Mcneill 1897.  Orphulella orizabae ingår i släktet Orphulella och familjen gräshoppor. Inga underarter finns listade i Catalogue of Life.